# Henri-Nompar de Caumont, duc de La Force
Henri-Nompar de Caumont, duc de La Force (1582 – janvier 1678), est pair de France. Fils du maréchal de France Jacques Nompar de Caumont et de Charlotte de Gontaut, fille du maréchal Armand de Gontaut-Biron,, il est le premier marquis de Castelnau puis 3e duc de La Force à la mort de son frère Armand. Il sert le roi Louis XIII dans de nombreuses occasions au sein de l'armée, sous les ordres de son père, comme maréchal-de-camp,.

## Mariage et descendance
Il se marie le 17 octobre 1602 avec Marguerite d'Escodeca, dame de Boësse et a d'elle neuf enfants, :
1. Jacques de Caumont La Force, marquis de Boësse, tué au siège de La Mothe en Lorraine en 1634
2. Henri de Caumont La Force, décédé jeune
3. Pierre de Caumont La Force, marquis de Cugnac en Périgord (probablement à Ste-Sabine), sans descendance
4. Armand de Caumont La Force, marquis de Montpouillan, lieutenant-général dans l'Armée de Hollande, gouverneur de Naarden, décédé à La Haye le 16 mai 1701, à l'âge de 86 ans.[2] Il épousa Adrienne Turquet de Mayerne ; puis Amable-Guillelmine de Brederode ; et Grâce-Angélique Arrazola de Oñate[6]
5. Charlotte de Caumont La Force, mariée à Gabriel de Caumont, comte de Lauzun : mère d'Antoine Nompar de Caumont, 1er duc de Lauzun
6. Diane de Caumont La Force, mariée à Charles-René du Puy de Tournon, marquis de Montbrun en Dauphiné
7. Jeanne de Caumont La Force, mariée à Cyrus de Montaut, marquis de Navailles († av. 1654 ; fils de Philippe II de Montaut-Bénac de Navailles, et frère aîné de Philippe III), seigneur de Beynac
8. Jacqueline de Caumont La Force, décédée le 10 mai 1702[2], mariée à Henri de Vivant, comte de Panjas.
9. Henriette de Caumont La Force, mademoiselle de Castelnau[6],[7].

## Décès
Il meurt en janvier 1678 au château de La Force en Dordogne, et lui succède son petit-fils, Jacques-Nompar.

## Sources
- (en) Cet article est partiellement ou en totalité issu de l’article de Wikipédia en anglais intitulé « Henri-Nompar de Caumont, duc de La Force » (voir la liste des auteurs).

- Édouard Lelièvre de La Grange, Mémoires authentiques de Jacques Nompar de Caumont, duc de La Force, maréchal de France, et de ses deux fils, les marquis de Montpouillan et de Castelnaut…, t. IV, Paris, Charpentier, 1843, 605 p. (lire en ligne)

- Louis Moréri, Le Grand Dictionnaire historique du Moréri ou le Mélange curieux de l'histoire sacrée et profane, vol. 5, Geneva, Slatkine Reprints, 1759, 1759e éd. (ISBN 2-05-101303-9, lire en ligne), p. 246

- Anselme de Sainte-Marie et Ange de Sainte-Rosalie, Histoire de la Maison Royale de France, et des grands officiers de la Couronne : & de la Maison de Roy & des anciens Barons de Royaume, vol. IV, Paris, Compagnies des Libraires, 1728, 3e éd., 472–473 p. (lire en ligne)

- (en) John Philip Wood, The Life of John Law : Including a Detailed Account of the Rise, Progress and Termination of the Mississippi System, Washington, Newton Page, 2009, 158 p. (ISBN 978-1-934619-01-8, lire en ligne), p. 84